# نوفلين وليامس ميلس
نوفلين هيلايري وليامس ميلس (بالإنجليزية: Novlene Hilaire Williams-Mills) هي عداءة مسافات قصيرة جامايكية ولدت في يوم 26 أبريل 1982 في مدينة سانت آن باريش في جامايكا، أبرز إنجازاتها كان فوزها بالميدالية الفضية في دورة الألعاب الأولمبية الصيفية 2016 في ريو دي جانيرو في سباق 4×400 متر مع الفريق الجامايكي وفازت بثلاث ميداليات برونزية في دورات 2004 و2008 و2012 في نفس السباق، فازت أيضاً بالميدالية الذهبية في بطولة العالم لألعاب القوى 2015 في بكين وفازت بالميدالية البرونزية في سباق 400 متر وفازت ب4 ميداليات فضية في بطولات 2005 و 2007 و 2009 و2011.

## روابط خارجية
- نوفلين وليامس ميلس على موقع الاتحاد الدولي لألعاب القوى (الإنجليزية)
- نوفلين وليامس ميلس على موقع الدوري الماسي (الإنجليزية)
- نوفلين وليامس ميلس على موقع اللجنة الأولمبية الدولية (الإنجليزية)
- نوفلين وليامس ميلس على موقع أوليمبيديا (الإنجليزية)
- نوفلين وليامس ميلس على موقع اتحاد ألعاب الكومنولث (مؤرشف) (الإنجليزية)
- نوفلين وليامس ميلس على موقع اتحاد ألعاب الكومنولث (مؤرشف) (الإنجليزية)